# Maria Vaquer Moll
Maria Vaquer Moll (Capdepera, Mallorca, 23 de octubre de 1902- enero de 1982) fue una modista y feminista española represaliada en la dictadura franquista.

## Trayectoria
Hija de Margalida Moll Fiol, natural de Capdepera, y Francesc Vaquer Veny, natural de Artá, fue modista de profesión, y durante la Segunda República Española presidió el grupo femenino y la Agrupación Socialista de Capdepera, a la que estaba afiliada. Fue colaboradora del semanario El Obrero Balear y publicó una serie de artículos bajo el título Libérate mujer, siendo considerada una de las precursoras del feminismo en Mallorca. Vaquer también fue espiritista, una doctrina que arraigó en la localidad de Capdepera.
Tras el golpe de Estado de julio de 1936, fue detenida y encarcelada en la prisión de Can Sales en Palma en agosto de 1936. La acusación fue haber extendido una sábana blanca en la azotea de su casa destinada a los aviones republicanos que bombardeaban la isla, durante las jornadas previas al fracasado desembarco del verano de 1936. Fue juzgada en junio de 1937 y condenada a muerte. Mientras ella estaba en prisión su padre, Francesc Vaquer Veny, fue asesinado. Poco después le fue conmutada la pena por la de cadena perpetua. Sin embargo, salió en libertad en marzo de 1943. Unos años más tarde, en 1948, emigró a Argel, en Argelia . En los años sesenta Maria Vaquer, junto con su marido y, más tarde, su hija, volvieron del exilio y hacia finales de los setenta se volvió a fundar la Agrupación Socialista en su casa.